# 2003 Harding
2003 Harding este un asteroid din centura principală, descoperit pe 24 septembrie 1960 de PLS.